# Летем
Летем (англ. Lethem) — населённый пункт в государстве Гайана. Административный центр региона Аппер-Такуту-Аппер-Эссекибо.

## География
Город расположен на реке Такуту на границе с Бразилией, напротив бразильского населённого пункта Бонфин.

## История
Город назван в честь Гордона Джеймса Летема, который в первой половине 1940-х годов был губернатором колонии Британская Гвиана.

## Население
В 2002 году здесь проживало 1178 человек.

## Транспорт
Рядом с городом расположен Аэропорт Летем.
В 2009 году на выделенные правительством Бразилии деньги через реку Такуту был сооружён мост, через который проходит единственная дорога, соединяющая Бразилию и Гайану. В связи с тем, что в Бразилии — правостороннее движение, а в Гайане — левостороннее, при пересечении реки по мосту водителям приходится менять сторону дороги.